# Kållandsö
Kållandsö è un'isola del lago Vänern in Svezia. Con una superficie di 56,78 km² è la seconda isola più grande del lago dopo quella di Torsö. Fa parte della municipalità settentrionale di Lidköping.
In quanto sede del Castello di Läckö è una popolare destinazione turistica.